# Châteaubourg (Ardèche)
Châteaubourg é uma comuna francesa na região administrativa de Auvérnia-Ródano-Alpes, no departamento de Ardèche. Estende-se por uma área de 4,27 km². Em 2010 a comuna tinha 249 habitantes (densidade: 58,3 hab./km²).